# Samson Raphael Hirsch
Pour les articles homonymes, voir Hirsch.
Samson Raphael Hirsch (hébreu : שמשון רפאל הירש Shimshon Raphaël Hirsch) est un rabbin allemand du XIXe siècle (20 juin 1808 - 31 décembre 1888). Opposant de la réforme du judaïsme, il fonde la communauté orthodoxe de Francfort-sur-le-Main et jette les bases, avec Azriel Hildesheimer, du judaïsme orthodoxe moderne ou néo-orthodoxie. Premier auteur écrivant en langue allemande moderne en faveur du judaïsme orthodoxe, il établit la première école juive moderne, et défend dans ses nombreux écrits sa conception sur l'intégration d'éléments de la culture moderne dans la structure du judaïsme sous le nom de Torah im Derekh Eretz (en) (hébreu תורה עם דרך ארץ - « [suivre] la Torah ainsi que les voies du pays [de résidence] »).
Il est en outre l'un des plus premiers commentateurs modernes avec le Malbim à défendre le judaïsme contre les arguments de la critique radicale, s'opposant sur ce point non seulement aux théoriciens du mouvement réformé, mais aussi à l'école positive-historique fondée par le rabbin Zacharias Frankel.

## Biographie

### Les jeunes années et la formation
S.R. Hirsch naquit à Hambourg. Son père, marchand de son état, consacrait le meilleur de son temps à l'étude de la Torah ; son grand-père, Mendel Frankfurter, avait fondé le Talmud Torah de Hambourg et était l'assistant bénévole du rabbin de la congrégation voisine d'Altona ; son grand-oncle, Löb Frankfurter, était l'auteur de plusieurs ouvrages hébreux, incluant Harekhasim le-Bik'ah, un commentaire de la Torah.
Hirsch fut l'élève du hakham Isaac Bernays. L'éducation biblique et talmudique qu'il reçut, combinée à l'influence de son professeur, l'entraîna à la vocation rabbinique. Afin d'accomplir ce projet, il étudia le Talmud de 1823 à 1829, à Mannheim sous la supervision du rabbin Jacob Ettlinger. Il entra ensuite à l'université de Bonn, où il côtoya sur les bancs son futur antagoniste, Abraham Geiger.

### Oldenbourg
En 1830 Hirsch fut élu grand-rabbin (Landesrabbiner) de la principauté d'Oldenbourg. Il écrivit au cours de cette épriode son Neunzehn Briefe über Judenthum, (Dix-Neuf Lettres sur le Judaïsme), publiées sous le pseudonyme de Ben Ouziel à Altona en 1836. Cette œuvre fit une profonde impressions dans les cercles juifs allemands, offrant pour la première fois une présentation intellectuelle et brillante du judaïsme orthodoxe en allemand classique, en même temps qu'une défense franche, entière et sans compromis de ses institutions et ordonnances.
En 1838, Hirsch publia, en complément nécessaire à ses Lettres, son Horeb, oder Versuche über Jissroel's Pflichten in der Zerstreuung, un manuel de judaïsme pour la jeunesse juive instruite. En réalité, il avait achevé la rédaction de cet ouvrage avant ses Lettres, mais ses éditeurs avaient douté de l'intérêt que pouvait susciter un livre défendant le judaïsme traditionnel à une époque où la réforme avait beaucoup plus d'influence.
En 1839, il publia Erste Mittheilungen aus Naphtali's Briefwechsel, un essai polémique contre les réformes du judaïsme proposée par Holdheim et consorts ; en 1844, il publia Zweite Mittheilungen aus einem Briefwechsel über die Neueste Jüdische Literatur, également à tendance polémique.

### Emden
Hirsch demeura à Oldenbourg jusqu'en 1841, où il fut élu grand-rabbin des districts d'Aurich et Osnabrück, et s'installa à Emden. Durant cette période de cinq ans, il fut presque entièrement accaparé par ses obligations communautaires, ralentissant fortement sa production littéraire. Il fonda cependant une école secondaire dont le programme incluait tant les études juives que les matières profanes, utilisant à cette occasion pour la première fois son mot d'ordre, Torah im Derekh Eretz (« L'investissement dans la Torah, parallèlement à l'investissement dans les affaires du monde »).

### Candidat au poste de grand-rabbin de l'Empire britannique
En 1843, Hirsch pose sa candidature au poste de grand-rabbin de l'Empire britannique. En majorité provenant d'Allemagne, 13 rabbins se présentent à cette élection. Sur les 13 candidatures, 4 sont retenues : celles de Nathan Marcus Adler, Benjamin Auerbach, Hirsch Hirschfeld et Hirsch. Ayant chacune une voix, 135 communautés votent. Le 1er décembre 1844, l'élection donne comme résultat : 121 voix pour Adler, 12 pour Hirschfeld et 2 pour Hirsch.

### Nikolsburg
En 1846 Hirsch fut nommé au poste de rabbin de Nikolsburg en Moravie. En 1847, il devint le grand-rabbin de Moravie et la Silésie autrichienne. Il s'attela cinq ans en Autriche à la réorganisation des congrégations juives et à l'instruction de nombreux disciples ; il était aussi, en qualité de grand-rabbin, membre du Landtag de Moravie, où il milita pour l'obtention de plus de droits civils pour les Juifs de Moravie.
En Moravie, Hirsch connut une période difficile, attaqué tant par les juifs à tendance réformée que par la communauté orthodoxe profondément traditionnellement qui acceptait mal certaines de ses réformes. Hirsch mettait plus fortement l'accent sur l'étude approfondie de toute la Bible hébraïque, plutôt que la seule Torah et les Haftarot, en plus du Talmud, comme cela avait été la coutume des juifs religieux jusqu'alors. Une critique typique était : « Avant Hirsch, nous étudions le Talmud et lisions les Psaumes, après Hirsch, nous lisons le Talmud et étudions les Psaumes. »

### Francfort-sur-le-Main

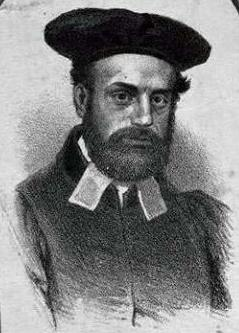
Une illustration de SR Hirsch datée de 1868 (lui attribuant incorrectement un doctorat).

En 1851, Hirsch accepte le poste de rabbin auprès d'un groupe orthodoxe séparatiste à Francfort-sur-le-Main, communauté largement réformée. Ce groupe, appelé l’Israelitische Religions-Gesellschaft ou IRG (« Société religieuse israélite »), devint sous sa guidance une grande congrégation, d'environ 500 familles. Hirsch demeurerait le rabbin de cette congrégation pour le restant de ses jours.
Il organisa la Realschule et la Bürgerschule, où un cursus juif intensif était dispensé en concommitance avec l'étude des sciences profanes jugées vraies selon la Torah (Torah im Derekh Eretz). En outre, il fonda et édita le mensuel Jeschurun (1855-70 ; nouvelles séries, 1882 et suivantes), dont il remplissait lui-même la plupart des pages.
En 1876, Edward Lasker, un parlementaire juif dans le Landtag prussien, introduisit l’Austrittsgesetz (« Billet de sécession »), qui avait pour but de permettre aux Juifs de quitter une congrégation religieuse sans devoir abandonner leur statut religieux. Cette loi fut approuvée le 28 juillet 1876. En dépit de la nouvelle législation, un conflit survint quant à savoir si l’Austritt (sécession) était requise par la loi juive. Hirsch l'estimait nécessaire, bien que cela entrainât une convocation devant les tribunaux et une désapprobation manifeste de la Grossgemeinde (« communauté principale ») réformée. Son contemporain Isaac Dov Bamberger, rabbin de Wurtzbourg, assurait que tant que la Grossgemeinde faisait les aménagements appropriés pour la composante orthodoxe, une telle sécession n'était pas nécessaire. Ce schisme causa une profonde fracture et heurta de nombreuses sensibilités, dont les conséquences furent ressenties jusqu'à la destruction de la communauté de Francfort par les Nazis.

### Les dernières années
Hirsch consacra ses dernières années à la fondation de la Freie Vereinigung für die Interessen des Orthodoxen Judentums, une association de communautés juives indépendantes, laquelle servirait de modèle durant 30 ans après sa mort à la formation de la Agoudat Israël, un mouvement international représentant le judaïsme orthodoxe mondial, qui se manifesta initialement par une forte hostilité au sionisme politique. Hirsch lui-même y était défavorable, en dépit de sa profonde affection pour la terre d'Israël transparaissant dans ses écrits.
D'après les témoignages de ses proches, Hirsch avait probablement contracté la malaria lors de son séjour à Emden, et en souffrit tout au long de son existence. Il mourut en 1888 à Francfort-sur-le-Main et y est enterré.

## Œuvres

### Travaux polémiques
Samson Raphael Hirsch fut un auteur particulièrement incisif et engagé, ainsi qu'il apparaît par exemple dans son commentaire sur le siddour à propos de l'établissement d'un état juif :
« Durant le règne d'Hadrien, lorsque l'insurrection menée par Bar Kochba se révéla être une erreur désastreuse, il devint essentiel qu'on rappelle au peuple juif en tous temps un fait important, essentiel, à savoir qu[e le peuple d]'Israël ne devrait plus jamais tenter de restaurer son indépendance nationale de son propre chef ; il devait confier son futur en tant que nation à la seule Divine Providence. »
Il rédigea de nombreux pamphlets, par exemple :
- Jüdische Anmerkungen zu den Bemerkungen eines Protestanten (anon.), Emden, 1841 (rédigé en réponse au pamphlet d'un protestant anonyme) ;
- Die Religion im Bunde mit dem Fortschritt (anon.), Frankfurt am Main, 1854 (rédigé en réponse à la Communauté principale, à tendance réformée) ;
- lors du débat sur la sécession :
  - Das Princip der Gewissensfreiheit, 1874 ;
  - Der Austritt aus der Gemeinde, 1876

Il produisit également en 1884, Ueber die Beziehungen des Talmuds zum Judenthum, une défense de la littérature talmudique contre les accusations antisémites dont elle était l'objet en Russie).
Hirsch vivait à l'ère post-napoléonienne, où les droits civils accordés aux Juifs dans de nombreux pays européens avaient mené à leur assimilation et à la réforme du judaïsme. Son œuvre se focalise en grande partie sur les possibilités pour le judaïsme orthodoxe à une telle époque, lorsque la liberté de culte devait aussi signifier celle de pratiquer les préceptes de la Torah sans crainte de persécution ou de ridicule.
Le principe de l'Austritt, garantissant une indépendance à l'orthodoxie, découle naturellement de sa perception de la place occupée par le judaïsme dans son époque : si le judaïsme doit profiter de ces libertés civiles, il doit se développer indépendamment - sans avoir à demander une approbation, implicite ou explicite aux efforts de réformation.

L'ensemble de la production polémique est presque entièrement consacrée à ces points de vue.

### Commentaires de la Torah et du judaïsme
Samson Raphael Hirsch est principalement connu de nos jours pour ses études sur le thème du judaïsme. Ses Dix-neuf lettres sur le judaïsme devinrent le manifeste du judaïsme, dénommé orthodoxe par les Juifs réformés, qui voulaient vivre dans la modernité. Son autre travail majeur, Horeb ou Essais sur les devoirs d'Israël en exil, traite de la symbolique et des différentes significations possibles de nombreuses prescriptions et passages de la Torah. Il poursuivit ce travail dans ses commentaires :
- Uebersetzung und Erklärung des Pentateuchs, un commentaire sur la Torah en 5 volumes, de 1867 à 1878, qui souligne la pertinence de la Torah dans l'ère moderne. Il y développe une analyse étymologique de l'hébreu, retraçant et comparant les shorashim (racines trilittères) de nombreux mots. Bien que s'appuyant sur des moyens dont il disait lui-même qu'ils étaient totalement « non-scientifiques, » comme la permutation ou la substitution de lettres par d'autres phonologiquement analogues, son travail a conduit à la publication d'un dictionnaire étymologique de l'hébreu (Clark 2000).
- Uebersetzung und Erklärung der Psalmen, un commentaire sur le livre des Psaumes, rédigé en 1882
- un commentaire sur le livre de prières, publié à titre posthume.

### Publications et traductions
Les écrits de Hirsch furent rassemblés et publiés entre 1902 et 1912 sous le titre Nahalat Zvi. Ils furent traduits en anglais et en hébreu par ses descendants : Horeb fut traduit en anglais dans les années 1950 par le Dayan Isidore Grunfeld de Londres, et son commentaire biblique dans les années 1960 par son petit-fils Isaac Levi. Une importante partie de Nahalat Zvi fut traduite dans les années 1980 et 1990 en mémoire de son petit-fils Joseph Brauer.
Bien qu'il n'ait jamais mentionné ses influences, outre les sources juives traditionnelles, ces traductions ont permis d'identifier chez Hirsch des idées provenant du Kuzari de Juda Halevi, et des travaux du Maharal de Prague. Néanmoins, la plupart de ses idées sont probablement originales.
Dans la traduction anglaise de ses Dix-Neuf Lettres, le commentaire tend à démontrer les sources du rabbin Hirsch dans la littérature rabbinique post-talmudique, les parallèles aux autres penseurs juifs et ses élaborations propres dans ses écrits ultérieurs. Il en ressort que les idées de Samson Raphael Hirsch possèdent une grande constance, et que ses théories ne dérivent probablement pas de philosophes allemands contemporains comme Emmanuel Kant.

## Influence et controverse
S'il est unanimement reconnu que Samson Raphael Hirsch inventa le Torah im Derekh Eretz, une voie nouvelle dans le judaïsme, à mi-chemin de la tradition et de la modernité, la portée de cette synthèse fait l'objet d'un débat considérable entre divers tenants : les Haredim (ou ultra-orthodoxes), certains orthodoxes modernes, et les descendants du rabbin Hirsch.
- Les premiers estiment que Hirsch lui-même n'avait approuvé les études profanes qu'à titre de « Horaas Sha'ah, » une mesure temporaire dictée par l'urgence de sauver le judaïsme orthodoxe du XIXe siècle de l'attrait de l'assimilation.
- À l'autre extrême, certains orthodoxes modernes ont étendu les principes de Hirsch à ceux de Torah Oumadda, « Torah et science, » chacune étudiée séparément puis synthétisée[3]. Philosophie, art, musique, littérature et éthique des nations seraient donc des sujets d'étude licite pour eux-mêmes.
- Les descendants du rabbin (son beau-fils et successeur, le rabbin Solomon Breuer, son petit-fils, le rabbin Joseph Breuer et le successeur de celui-ci, le rabbin Shimon Schwab), le rabbin Joseph Elias, commentateur des Dix-Neuf Lettres et certains historiens estiment que les tenants de ces deux opinions s'égarent, considérant cette lecture de Hirsch comme un révisionnisme historique inapproprié. D'une part, le rabbin Hirsch écrit que « Torah im Derekh Eretz [...] ne fait pas partie de notions troublées, liées au temps ; [cette doctrine] représente la sagesse ancienne et traditionnelle de nos Sages, qui a fait face à l'épreuve en tout lieu et en tout temps[4]. »). Cependant, S.R. Hirsch préconise non une synthèse de la Torah et la science, mais une prépondérance de la Torah sur les sciences profanes. Les sciences naturelles correspondent donc davantage à ces critères que les sciences humaines, parce qu'elles sont plus faciles à juger au travers du prisme de la pensée biblique que les humanités plus abstraites.

## Sources
- (en) Matityahu Clark. Etymological Dictionary of Biblical Hebrew: Based on the Commentaries of Rabbi Samson Raphael Hirsch. New York: Feldheim publishers, 2000.  (ISBN 1-58330-431-2).
- (en) Samson Raphael Hirsch. Collected Writings of Rabbi Samson Raphael Hirsch. Philip Feldheim, 1996.  (ISBN 0-87306-786-X).
- (en) Eliyahu Meir Klugman (Rabbi). Rabbi Samson Raphael Hirsch, architect of Judaism for the modern world New York: Mesorah, 1996.  (ISBN 0-89906-632-1).
- (en) Yehuda Levi. Torah Study. New York: Feldheim Publishers, 1990.  (ISBN 0-87306-555-7).
- Elie Munk. Le monde des prières, éd. Keren HaSefer ve HaLimoud,  (ISBN 2-904068-76-7)
- (en) Stephen Gabriel Rosenberg. « Guest Column: Samson Raphael Hirsch: The British connection. » The Jerusalem Post. 12 juin 2008.